# Свинарёва, Наталья Ивановна
Наталья Ивановна Свинарёва (1914—2000) — советский работник сельского хозяйства, Герой Социалистического Труда.

## Биография
Родилась 24 мая 1914 года в станице Выселки Российской империи, ныне Выселковский район Краснодарского края, в крестьянской семье.
Окончив начальную школу, Наталья Ивановна трудилась в сельском хозяйстве. После окончания курсов трактористов, с июля 1931 года, работала механизатором в Выселковской машинно-тракторной станции. В 1936 году окончила курсы помощников комбайнёров и продолжила трудиться помощником у комбайнёра Т. М. Третьякова, позднее удостоенного звания Героя Социалистического Труда. С 1938 года Наталья Ивановна самостоятельно работала комбайнёром на первом советском комбайне «Коммунар». Работала комбайнёром и в Великую Отечественную войну, вплоть до оккупации Кубани немцами в 1942 году.

Комбайн «Сталинец-6»

После освобождения Краснодарского края от немецких войск, Наталья Ивановна снова села за руль своего комбайна, проработав на нём ещё семь лет. Работала в колхозе «Путь к коммунизму» Кореновского района. В уборочную страду 1943 года ежесуточно убирала по 25 гектаров зерновых, активно участвовала в патриотическом движении «гектары обороны». В 1950 году она стала работать на комбайне «Сталинец-6» и по итогам работы уборочной кампании 1951 года за 25 рабочих дней с убранной ею площади намолотила 8 628 центнеров зерновых культур.
Указом Президиума Верховного Совета СССР от 20 мая 1952 года за достижение высоких показателей на уборке и обмолоте зерновых и масличных культур в 1951 году Свинарёвой Наталье Ивановне было присвоено звание Героя Социалистического Труда с вручением ордена Ленина и золотой медали «Серп и Молот».
В 1952 году Н. И. Свинарёва окончила механическую школу в станице Ленинградской Краснодарского края (ныне Ленинградский технический колледж). Продолжала работать комбайнером до мая 1958 года, когда вышла на пенсию.
Наталья Ивановна неоднократно участвовала во Всесоюзной сельскохозяйственной выставке (ВСХВ, позже — Выставка достижений народного хозяйства СССР). Занималась общественной деятельностью — была депутатом Верховного Совета СССР 4-го созыва и Выселковского сельского Совета депутатов трудящихся. Стала автором работы «Убираем урожаи быстро и без потерь».
На пенсии проживала в станице Выселки.
Н. И. Свинарёва умерла 30 мая 2000 года, похоронена в станице Выселки.

## Награды
- Медаль «За трудовую доблесть» (1949)
- Орден Трудового Красного Знамени (1950)
- Медаль «За трудовую доблесть» (1951)
- Герой Социалистического Труда с вручением ордена Ленина и золотой медали «Серп и Молот» (20 мая 1952)
- Орден Ленина (1957)